# عروس کوچک من
عروس کوچک من (انگلیسی: My Little Bride; کره‌ای: 어린 신부) فیلم محصول کره جنوبی سال ۲۰۰۴ دربارهٔ ازدواج از پیش تعیین شده بین یک دختر دبیرستانی (مون گیون یانگ) و یک پسر دانشجوی کالج (کیم ره-وون) است.

## انتشار
عروس کوچک من در ۲ آوریل ۲۰۰۴ در کره جنوبی منتشر شد. این فیلم در تاریخ ۲۳ نوامبر ۲۰۰۵ توسط کره پیکچرز در فیلیپین با دوبلهٔ تاگالوگ منتشر شد.